# Леопольд, Нанук
Нану́к Леопо́льд (нидерл. Nanouk Leopold; 25 июля 1968, Роттердам, Нидерланды) — нидерландский режиссёр.

## Биография
Она окончила Голландскую киношколу в 1997 году, начиная с создания фильмов для голландского телевидения. В 2001 году она выпустила свой первый художественный фильм Îles flottantes («Плавающие острова») в рамках проекта No More Heroes, в который также входили дебютные фильмы режиссёров Мартина Кулховена и Михеля ван Яарсвельда. Îles flottantes был выбран для Tiger Awards Роттердамского кинофестиваля.
Её возвращение произошло в 2005 году, когда она сняла Guernsey, который получил две награды на Нидерландском кинофестивале и получил и был выбран для показа на Каннском кинофестивале.
После этого она сняла Wolfsbergen (2007), премьера которого состоялась в Берлинале, как и её фильма после этого — The Brownian Movement, её первый англоязычный фильм.
Её первый фильм, основанный на романе Boven is het stil Гербранда Баккера, был показан в 2013 году на 63-м Берлинском международном кинофестивале.